# Jan Christensen
Jan Herlin Christensen (født 24. april 1962) er en dansk trommeslager, han er bedst kendt fra Indiepopgruppen Gangway, hvor han var med i bandets første år i begyndelsen af 1980’erne.

## Opvækst
Jan Christensen blev født 24. april 1962 og er søn af Ib Christensen (1937-2022) og Lis Christensen (født 1938). Han voksede op i Danmark og viste tidligt interesse for musik – særligt trommer. Allerede som ung begyndte han at spille og blev en del af det københavnske musikmiljø i slutningen af 1970’erne og begyndelsen af 1980’erne. Det var i denne periode, han mødte de musikere, der senere blev hans bandkolleger i Gangway.

## Musikalsk karriere
Jan Christensen var med til at danne Gangway i København i 1982 sammen med forsanger Allan Jensen og guitarist Henrik Balling. Bandet fik hurtigt opmærksomhed for deres melodiske popmusik med inspiration fra britisk new wave og synthpop.
Han spillede trommer på Gangways debutalbum The Twist, som udkom i 1984. Albummet fik en kultstatus i Danmark og solgte omkring 15.000 eksemplarer. Kort tid efter udgivelsen forlod Jan Christensen bandet og blev erstattet af trommeslageren Gorm Ravn-Jonsen. Han medvirkede ikke på bandets senere albums.

## Livet efter musikken
Efter sin tid i musikbranchen drev Jan Christensen sin egen café i Køge under navnet Jan’s Kaffebar. Caféen åbnede i 2017 og blev kendt i lokalområdet for sin hyggelige stemning og personlige betjening. Den lå centralt i byen og tiltrak både lokale gæster og besøgende. Jan’s Kaffebar lukkede i 2021.

## Diskografi

### Med Gangway
- The Twist (1984) – LP/CD
  - Pladeselskab: Irmgardz Records
  - Rolle: Trommeslager
  - Udgivet: November 1984
  - Numre:
    1. Yellow
    2. Everything Seems to Go My Way
    3. Out on the Rebound from Love
    4. She Cries a Rainbow
    5. Boys from the Sky
    6. Join the Party
    7. Don't Want to Go Home
    8. The Idiot
    9. That’s Life
    10. Cool Talk
    11. The Twist

The Twist blev optaget i København og blev Gangways debutalbum. Det er det eneste album, Jan Christensen medvirker på i bandets diskografi. Albummet blev senere betragtet som en kultklassiker inden for dansk pop og new wave.